# 白邊擬鱨
白邊擬鱨，為輻鰭魚綱鯰形目鱨科的其中一種，為亞熱帶淡水魚類，分布於亞洲中國流域，體長可達16.7公分，棲息在底層水域，生活習性不明。

## 扩展阅读
維基物種上的相關：白邊擬鱨